# Scydoselloides
Scydoselloides alajuelaensis
Genre
Espèce
Scydoselloides est un genre de coléoptères de la famille des Ptiliidae. Il n'est représenté que par son espèce type, Scydoselloides alajuelaensis.

## Systématique
Le genre Scydoselloides et l'espèce Scydoselloides alajuelaensis ont été décrits en 1999 par l'entomologiste américain W. Eugene Hall (d),.

## Répartition
Cette espèce se rencontre en Amérique centrale.

## Description
L'holotype de Scydoselloides alajuelaensis, une femelle, mesure 0,46 mm et sa coloration générale est brun jaune.

## Étymologie
Le nom générique, Scydoselloides, fait référence à la similitude de ce genre avec le genre Scydosella.
Son épithète spécifique, composée de alajuela et du suffixe latin -ensis, « qui vit dans, qui habite », lui a été donnée en référence au lieu de sa découverte, la ville d'Alajuela au Costa-Rica.

## Publication originale
- (en) W. Eugene Hall, « Generic Revision of the Tribe Nanosellini (Coleoptera: Ptiliidae: Ptiliinae) », Transactions of the American Entomological Society, vol. 125, nos 1/2,‎ juin 1999, p. 39-126 (ISSN 0002-8320 et 2162-3139, JSTOR 25078673, lire en ligne).